# Laguna Cálix
A  Laguna Cálix é um lago localizado na Guatemala. Localiza-se no departamento de Izabal, Município de  Livingston.